# Vértice 360
Vértice 360 es una empresa española dedicada a la producción y distribución audiovisual. Actualmente, opera como una división de Squirrel Media.

## Historia
Vértice 360 (también conocida como Vértice 360º) fue fundada en octubre de 2006 a partir de la empresa Telson y contaba con 17 activos, incluyendo Videoreport, Manga Films, Telespan y Notro Films. El presidente de Notro Films, José María Irisarri, asumió el cargo de presidente ejecutivo.
En diciembre de 2007, coincidiendo con su salida a bolsa, el 43% del capital de Vértice 360 era propiedad de Avanzit. En 2009, la empresa fusionó las marcas Manga Films y Notro Films para crear el sello de distribución Vértice Cine.
En 2011, José María Irisarri anunció su dimisión debido a desacuerdos con el principal accionista, Ezentis, la nueva identidad corporativa de Avanzit. Posteriormente, en 2014, Vértice 360 se declaró en concurso voluntario de acreedores.
En 2016, Ezentis acordó desinvertir su participación en la empresa, vendiendo el 25,4% de las acciones a Squirrel Inversiones.
En 2021, bajo la dirección de Pablo Pereiro Lage como CEO, Vértice 360 fue renombrada como Squirrel Media, que se describió como una empresa dedicada a la "Publicidad, Medios, Contenidos y Servicios Audiovisuales". Desde entonces, el nombre de Vértice 360 se limita a las operaciones de producción y distribución audiovisual de la compañía.

## Actividades
Vértice 360 se centra en la producción y distribución de contenidos audiovisuales, incluyendo cine y televisión, como parte de las actividades más amplias de Squirrel Media.

### Estrenos cinematográficos
2020s
| Fecha de lanzamiento     | Título                                                         | Director(es)          | Ref.   |
| ------------------------ | -------------------------------------------------------------- | --------------------- | ------ |
| 21 de mayo de 2021       | Poliamor para principiantes                                    | Fernando Colomo       | [ 9 ]  |
| 10 de diciembre de 2021  | El lodo                                                        | Iñaki Sánchez Arrieta | [ 10 ] |
| 18 de febrero de 2022    | Primavera en Beechwood                                         | Eva Husson            | [ 11 ] |
| 7 de octubre de 2022     | En los márgenes                                                | Juan Diego Botto      | [ 12 ] |
| 17 de noviembre de 2023  | Los juegos del hambre: balada de pájaros cantores y serpientes | Francis Lawrence      | [ 13 ] |
| 24 de mayo de 2024       | Historias                                                      | Paco Sepúlveda        | [ 14 ] |
| 14 de junio de 2024      | Vidas perfectas                                                | Benoît Delhomme       | [ 15 ] |
| 20 de septiembre de 2024 | Puntos suspensivos                                             | David Marqués         | [ 16 ] |
| 11 de octubre de 2024    | Strange Darling                                                | J.T. Mollner          | [ 17 ] |